# 驚異の小宇宙 人体
『驚異の小宇宙 人体』（きょういのしょううちゅう じんたい）とは、1989年度の『NHKスペシャル』の大型ドキュメンタリー番組特別企画。ステレオ放送、文字多重放送を実施。最新の科学的知見を得て、人体の神秘について究明していく。本作品は従来の“NHK特集”を“NHKスペシャル”に改める番組改編の目玉企画でもある。NHKでは全編にCGを使用した初の番組である。
関連して、脳と心について取り扱う『人体II 脳と心』、遺伝子について取り扱う『人体III 遺伝子』がある。さらに2017年からのシリーズとして『人体 神秘の巨大ネットワーク』がある。

## 概要
NHKのドキュメント番組である『NHK特集』のタイトルを1989年に『NHKスペシャル』に更新する際、新しいドキュメント番組のシリーズの目玉として放映された。
普段意識する事のない人体について放送当時の最新の科学的な知見から改めて捉え直し、その神秘の様を未知の宇宙に喩えて探検していく体裁を取る。当初は本シリーズで脳についても触れる予定であったが内容が過大となったため、1993年に人体II 脳と心として改めて企画した。
NHKエンタープライズ、スウェーデン放送協会、イタリアRA1-3、フランステクニソノール、オーストラリアABCとの共同制作番組。

## 内容
総数60兆個とも言われる細胞からなる人体の組織の精緻な機構を最新の科学的知見を元に解明していく。

### 第1回 生命誕生
- 1989年6月10日放送
- 命の誕生を扱う。精子と卵子が出会う受精の瞬間、胎児の成長、母胎から胎児への栄養供給など実写を中心に展開している。
- 平成元年度科学放送賞科学放送奨励賞、平成元年度日本テレビ技術賞CG賞受賞

### 第2回 しなやかなポンプ 〜心臓・血管〜
- 1989年6月11日放送
- 心臓・血管を扱う。『道成寺』に挑む能楽師の稽古を追いながら、心臓内部の様子や動脈硬化のしくみを解説する。

### 第3回 消化吸収の妙 〜胃・腸〜
- 1989年6月12日放送
- 胃・腸を扱う。

### 第4回 壮大な化学工場 〜肝臓〜
- 1989年9月10日放送
- 肝臓を扱う。
- 90年度科学技術映画祭優秀作品賞受賞

### 第5回 なめらかな連携プレー 〜骨・筋肉〜
- 1989年9月11日放送
- 骨・筋肉を扱う。

### 第6回 生命を守る・ミクロの戦士たち
- 1989年9月12日放送
- 免疫系を扱う。再生不良性貧血に侵された少女の骨髄移植を通して、体内に入り込んだ雑菌の排除や、拒絶反応など自他を区別するしくみを解説する。CGがふんだんに使用されている。
- 放送文化基金賞奨励賞、第17回「日本賞」教育番組国際コンクール日本賞受賞

## 出演者

### 司会
- タモリ
- 小出五郎

### ナレーション
- 山根基世

### 諮問委員
- 多田富雄
- 高久文麿
- 黒沢良和
- 江口吾郎
- 星猛
- 中川米造
- 江橋節郎
- 市原明
- 広川勝昱
- 金ヶ崎士朗
- 小島勢二
- 中畑龍俊
- 伊藤恒敏
- 渡辺洋子
- 絹谷政江
- 武田純一郎

## スタッフ
- 音楽：久石譲（『NHKスペシャル 驚異の小宇宙・人体 THE UNIVERSE WITHIN サウンドトラック』I・II）
- 詩（オープニング）：谷川俊太郎
- 題字：山田恵諦
- 音響効果：後藤伸行
- 編集：樫山恭子
- 構成：新山賢治
- 制作：林勝彦、葉山正克、ボー・エリクソン
- 国際制作：RAI-3（イタリア）、ABC（オーストラリア）、テクニソノール（フランス）、スウェーデン公共放送
- 共同制作：NHKエンタープライズ
- 企画・制作：NHK
- 協力：田辺エージェンシー（放送時はノンクレジット）

## 関連商品

### 書籍
NHK出版より全6冊・別巻2冊の書籍版が発売されている。
- 第1巻 生命誕生

1989年4月初版 ISBN 4140086424
- 第2巻 しなやかなポンプ 〜心臓・血管〜

1989年5月初版 ISBN 4140086432
- 第3巻 消化吸収の妙 〜胃・腸〜

1989年6月初版 ISBN 4140086440
- 第4巻 壮大な化学工場 〜肝臓〜

1989年8月初版 ISBN 4140086459
- 第5巻 なめらかな連携プレー 〜骨・筋肉〜

1989年9月初版 ISBN 4140086467
- 第6巻 生命を守る 〜免疫〜

1989年10月初版 ISBN 4140086475
- 別巻1 CG図鑑

1989年12月初版 ISBN 4140086858
- 別巻2 人体データブック

1990年2月初版 ISBN 4140086866

### 漫画化作品
小学館より全3巻の漫画化作品が刊行されている。作画・ひきの真二。
番組を基にしたオリジナルストーリーで、小出五郎ら一部のNHKスタッフが実名で登場するがスタッフルームの通風口を通り抜けて身体が縮小してしまい、番組スタッフの体の中を探検するチーフプロデューサー・林勝彦を始めとする大半の主要人物は漫画のオリジナルキャラクターである（林勝彦という人物は制作スタッフ陣に実在するが）。なお、第3巻において初期の版では「日本人初の宇宙飛行士」との記述が有ったが本書の刊行後、1990年にTBSテレビの記者であった秋山豊寛が「日本人初の宇宙飛行士」となったため、後年の版では「NHK初の宇宙飛行士」に変更されている。
初期版（1989年刊）・愛蔵版（1995年刊）・ソフトカバー（2004年刊）の3種類が刊行されており、各巻は番組の各放送回にそれぞれ対応した内容となっている。
1. 生命誕生 心臓・血管
2. 胃・腸/肝臓
3. 骨・筋肉/免疫

### サウンドトラック

#### シングル
| 発売日        | タイトル                            | B面                                                                  | アーティスト名 | 規格品番      | 備考          |
| NECアベニュー | NECアベニュー                       | NECアベニュー                                                        | NECアベニュー  | NECアベニュー | NECアベニュー |
| ------------- | ----------------------------------- | -------------------------------------------------------------------- | -------------- | ------------- | ------------- |
| 1989年7月21日 | THE INNERS 〜遙かなる時間の彼方へ〜 | THE INNERS 〜遙かなる時間の彼方へ〜 (Ending Theme-Orchestra Version) | 久石譲         | N09C-29       |               |

#### アルバム
| 発売日           | タイトル                                                                              | アーティスト名 | 規格品番      | 備考 |
| NECアベニュー    | NECアベニュー                                                                         | NECアベニュー  | NECアベニュー | NECアベニュー |
| ---------------- | ------------------------------------------------------------------------------------- | -------------- | ------------- | --- |
| 1989年5月21日    | NHKスペシャル「驚異の小宇宙・人体」サウンドトラック THE UNIVERSE WITHIN               | 久石譲         | N29C-27       | 1999年4月28日にポニーキャニオンから左記のCDを2枚組にして再発売された。                                                                                                 |
| 1990年12月21日   | NHKスペシャル「驚異の小宇宙・人体」サウンドトラックII MORE THE UNIVERSE WITHIN        | 久石譲         | NACL-1013     | 1999年4月28日にポニーキャニオンから左記のCDを2枚組にして再発売された。                                                                                                 |
| 1991年7月1日     | NHKスペシャル「驚異の小宇宙・人体」サウンドトラック SPECIAL ISSUE THE UNIVERSE WITHIN | 久石譲         | NACL-1038     | 『THE UNIVERSE WITHIN』と『MORE THE UNIVERSE WITHIN』から12曲を抜粋、ローランド社の仮想立体音響システム「Roland Sound Space」を用いて3次元的な音響効果を加えた特別盤。 |
| ポニーキャニオン |                                                                                       |                |               | |
| 1999年4月28日    | NHKスペシャル 驚異の小宇宙・人体 サウンドトラック Vol.1&2                             | 久石譲         | PCCR-00301    | 『Vol.1』と『Vol.2』を2枚組にしたアルバム。 |

### VHS
- NHK サイエンススペシャル「驚異の小宇宙 人体」 全6巻（販売：ケイエスエス）
- NHKスペシャル 驚異の小宇宙 人体（VHS6巻 ＋ パーフェクト・コレクション 上巻・下巻）

### LD
- NHKスペシャル 驚異の小宇宙 人体 6巻 ＋ パーフェクト・コレクション（NECアベニュー）
- LDシングル 驚異の小宇宙 人体 CGスペシャル（NECアベニュー）

### DVD
- NHKスペシャル 驚異の小宇宙 人体（DVD-BOX 全6枚セット）